# Павловац (Велики Грђевац)
Павловац је насељено место у саставу општине Велики Грђевац у Бјеловарско-билогорској жупанији, Република Хрватска.

## Историја
До територијалне реорганизације у Хрватској налазио се у саставу старе општине Грубишно Поље.

## Становништво
На попису становништва 2011. године, Павловац је имао 555 становника.

## Попис1991.
На попису становништва 1991. године, насељено место Павловац је имало 842 становника, следећег националног састава:
| Попис 1991.‍  | Попис 1991.‍  | Попис 1991.‍ | Попис 1991.‍ | Попис 1991.‍ |
| ------------ | ------------ | ----------- | ----------- | ----------- |
|              |              |             |             |             |
| Хрвати       | Хрвати       |             | 567         | 67,33%      |
| Чеси         | Чеси         |             | 118         | 14,01%      |
| Срби         | Срби         |             | 80          | 9,50%       |
| Југословени  | Југословени  |             | 46          | 5,46%       |
| Мађари       | Мађари       |             | 4           | 0,47%       |
| Роми         | Роми         |             | 4           | 0,47%       |
| Немци        | Немци        |             | 3           | 0,35%       |
| Словенци     | Словенци     |             | 2           | 0,23%       |
| Муслимани    | Муслимани    |             | 1           | 0,11%       |
| Руси         | Руси         |             | 1           | 0,11%       |
| неопредељени | неопредељени |             | 13          | 1,54%       |
| регион. опр. | регион. опр. |             | 2           | 0,23%       |
| непознато    | непознато    |             | 1           | 0,11%       |
| укупно: 842  |              |             |             |             |